# Semblis melaleuca
Semblis melaleuca är en nattsländeart som först beskrevs av Mclachlan 1871.  Semblis melaleuca ingår i släktet Semblis och familjen broknattsländor. Inga underarter finns listade i Catalogue of Life.